# カタリーナ・シーヒトル
カタリーナ・シーヒトル（Katharina Schiechtl、1991年1月4日 - ）は、オーストリア・チロル州・ツァムス出身の同国女子A代表女子サッカー選手。ドイツ・女子ブンデスリーガ・SVヴェルダー・ブレーメン所属。当初のポジションはミッドフィールダーであったが、2012-13年シーズン以降は主にディフェンダーとしてプレーしている。

## 経歴

### クラブ
8歳でサッカーを地元クラブで始め、弱冠15歳でオーストリア・女子ブンデスリーガに属するFCヴァッカー・インスブルックに移籍した。
当初は主にセカンドチームでプレー。徐々にトップチームの主力に成長し、2009年、2010年でのオーストリア・女子ブンデスリーガ2年連続準優勝などを果たした。
2013年夏、当時ドイツ・女子ブンデスリーガ2部に属していたSVヴェルダー・ブレーメンに移籍。2014-15年シーズンでリーグ優勝を果たし、1部への昇格を決めた。

### 代表
オーストリアU16とU19の代表チームでプレーし、2014年以降はオーストリア女子A代表に招集される。代表デビューは2015 FIFA女子ワールドカップに向けての欧州予選で2014年6月14日に行われたフィンランド女子A代表戦（試合は3-1で勝利）。
代表初得点はUEFA欧州女子選手権2017に向けての欧州予選で2015年9月25日に行われたウェールズ女子A代表戦（試合は3-0で勝利）。
2015年から2016年にかけて行われたUEFA欧州女子選手権2017に向けての欧州予選を突破し、本大会出場を決めた。
2017年7月16日から8月6日にかけてオランダで開催されたUEFA欧州女子選手権2017では全試合に出場し3位という好結果を残した。

## タイトル

### クラブ
FCヴァッカー・インスブルック
- オーストリア・女子ブンデスリーガ準優勝（3回）： 2007-08, 2008-09, 2009-10
- オーストリア・レディースカップ準優勝（2回）： 2008-09, 2011-12

SVヴェルダー・ブレーメン
- ドイツ・女子ブンデスリーガ2部優勝＆ドイツ・女子ブンデスリーガ1部へ昇格（2回）： 2014-15, 2016-17

### 代表
オーストリア女子A代表
- キプロス・カップ優勝（1回）： 2016
- UEFA欧州女子選手権 3位（1回）： 2017